# پاپ آناستازیوس سوم
پاپ آناستازیوس سوم (به انگلیسی: Anastasius III) یکی از پاپ‌های کلیسای کاتولیک رم بود که در رم به دنیا آمد و از ۹۱۱ تا ۹۱۳ میلادی پاپ بود.